# Partidul Țărănesc din Basarabia

Pantelimon Halippa - preşedinte al partidului

Partidul Țărănesc din Basarabia s-a constituit la 23 august / 5 septembrie 1918 la Chișinău. La adunarea constitutivă a Partidului Țărănesc din Basarabia a fost ales biroul de conducere al partidului din care făceau parte: Pantelimon Halippa, Daniel Ciugureanu, Ion Inculeț, Ion Pelivan, Petru Cazacu, Ștefan Ciobanu, Ion Costin, Ștefan Holban, Teofil Ioncu, Gheorghe Stârcea și Nicolae Bivol. Tot în aceeași zi a fost elaborat și adoptat programul și statutul partidului. Programul partidului preconiza împărțirea pământului la țărani, vot universal pentru femei și bărbați, dezvoltarea cooperației sătești, gratuitatea învățământului elementar, descentralizarea administrativă. Este important de menționat faptul că denumirea partidului a fost aleasă în ultima minută a adunării. Inițial, Pantelimon Halippa și Daniel Ciugureanu, optau pentru denumirea de Partidul Național Democrat Moldovenesc. Această denumire a circulat ca o denumire alternativă luni bune după constituirea partidului. O folosea mai ales Daniel Ciugureanu, fostul Prim-ministru al Republicii Democratice Moldovenești, autorul articolului „Chemarea Partidului Democrat la Unire”, publicat în ziarul Sfatul Țării, anul III, nr. 493, 29 aprilie 1920, Chișinău.
Conducerea partidului a fost asigurată de Pantelimon Halippa (1918 - 1921) și Ion Inculeț (1921 - 1923).
Membrii acestui partid nu au făcut niciun efort să ascundă că de fapt s-a schimbat numai numele, adică Partidul Național Moldovenesc a devenit Partidul Țărănesc din Basarabia, reformat și extins, conform evoluției evenimentelor din epocă. Prin urmare, putem considera că Partidul Țărănesc din Basarabia este fuziunea fracțiunilor mai mici din Sfatul Țării cu Partidul Național Moldovenesc.
Partidul a contribuit la adoptarea unei reforme agrare radicale de către Sfatul Țării la 27 noiembrie / 10 decembrie 1918. Conducătorii acestui partid se aflau în fruntea Directoratelor, care asigurau gestiunea treburilor curente din Basarabia și au militat pentru încadrarea organizației într-o structură politică la nivelul întregii țări.
La 14 septembrie 1918 s-a format Liga Poporului din Basarabia. La 4 noiembrie 1918 Partidul Țărănesc din Basarabia condus de către Pantelimon Halippa și Liga Poporului din Basarabia condusă de Sergiu Niță, întrunindu-se, au decis să fuzioneze.
La 16-17 aprilie 1920 Partidul Poporului, condus de Alexandru Averescu, a acceptat fuziunea cu  Liga Poporului din Basarabia condusă de Sergiu Niță, care s-a desprins de Partidul Țărănesc din Basarabia. Această mișcare a avut de înfruntat opoziția Partidului Țărănesc, cel mai popular partid din Basarabia în acel moment. Fără succes însă. Deja la 24-25 septembrie 1920 la Chișinău se întrunea Congresul Partidului Popular condus de Alexandru Averescu, iar președintele filialei din Basarabia a fost ales Sergiu Niță.
Scindarea în Partidul Țărănesc din Basarabia a continuat. În urma unei vizite a lui Vintilă Brătianu, George G. Mârzescu și Alexandru Mavrodi, derulată începând cu 12 septembrie 1920, reprezentanții PNL al lui Ion I.C. Brătianu au reușit să-l atragă de partea lor pe Daniel Ciugureanu și pe colaboratorii acestuia din cadrul Partidului Țărănesc din Basarabia. Sub președinția lui Daniel Ciugureanu s-au constituit, începând cu luna octombrie 1920, Clubul Liberal și Cercul de Studii Liberale din Chișinău.
În iulie 1921, în urma unor confruntări interne Partidul Țărănesc din Basarabia s-a scindat, astfel încât o grupare importantă în frunte cu Pantelimon Halippa a fuzionat cu Partidul Țărănesc al lui Ion Mihalache. Cealaltă grupare a rămas sub conducerea lui Ion Inculeț și s-a redenumit în Partidul Țărănesc Independent din Basarabia. În toamna anului 1922, Ion Inculeț, alături de Partidul Țărănesc Independent din Basarabia, a început tratativele de fuziune cu filiala locală a Partidului Național Liberal, creată încă în 1920 și condusă de Daniel Ciugureanu. Aceste tratative au fost finalizate în ianuarie 1923. La 20 ianuarie 1923 Partidul Țărănesc Independent din Basarabia, condus de Ion Inculeț, a fuzionat cu PNL, dar nu în totalitate, deoarece gruparea lui Ion Pelivan din partid s-a opus acestei fuziuni. La rândul său, la 20 septembrie 1923 gruparea lui Ion Pelivan a organizat la Chișinău un congres, în cadrul căruia a decis fuzionarea cu Partidul Național Român al lui Iuliu Maniu.
După aceasta viața politică a Basarabiei a intrat într-o albie firească de evoluție în cadrul României Mari.